# Sandra Rieß
Sandra Riess (née le 3 mars 1986 à Nuremberg) est une animatrice de radio et de télévision allemande.

## Biographie
Après ses études de "théâtre et médias" à l'université de Bayreuth, Sandra Rieß fait un stage à Franken Fernsehen. Elle est recrutée début 2010 parmi 300 candidats par Bayerischer Rundfunk et devient présentatrice de l'émission on3-südwild.
En mars 2011 et mars 2012, elle anime l'émission en direct pour la fête de la bière de la place de Nockherberg à Munich. En compagnie de Steven Gätjen, elle présente le concours de sélection pour représenter l'Allemagne au Concours Eurovision de la chanson 2012. En juillet, avec Tom Meiler, elle anime l'émission des quarante ans des Jeux olympiques d'été de 1972. En août et septembre, elle anime l'émission Bayern 3 Dorffest-TV. Elle commente ensuite le Bundesvision Song Contest 2012 avec Stefan Raab et le Bundesvision Song Contest 2013. Depuis avril 2013, elle anime à côté de Wolf-Christian Ulrich l'émission interactive log in sur ZDFinfo. Sur BR Fernsehen, elle présente Heimatsound.

## Source de la traduction
- (de) Cet article est partiellement ou en totalité issu de l’article de Wikipédia en allemand intitulé « Sandra Rieß » (voir la liste des auteurs).